# Bord (village)
Pour les articles homonymes, voir Bord et Bort.
Bord ou Bort est un petit hameau des Combrailles, situé à une altitude d'environ 600 mètres, et regroupant une douzaine d'habitations. Sa particularité est d'être partagé entre les deux communes de Charbonnières-les-Vieilles et Saint-Angel, dans le canton de Saint-Gorges-de-Mons en Auvergne.

## Toponymie
Son nom viendrait du gaulois boduo (Corneille) et ritu (gué)[réf. nécessaire].

## Histoire
Jusqu'en 1825, le village de Bord dépendait de la commune de Blot-l'Église. À cette date, un expert géomètre s'aperçoit que ce village forme une enclave dans les communes de Charbonnières-les-Vieilles et de Saint-Angel. Il décide donc d'appliquer à Bord la partie de l'article 8 du règlement général relatif aux enclaves. Colère du maire de Blot-l'Église qui tente d'étouffer l'affaire. Tollé des habitants de Bord qui souhaitent que le village reste relié à la commune de Blot. Rien n'y fit.
L'administration aura le dernier mot, Bord devra quitter Blot-l'Église et sera curieusement partagé entre Charbonnières-les-Vieilles et Saint-Angel.
Autre bizarrerie, suivant la commune sur laquelle se trouve l'habitation, le nom du village s'écrit différemment, Bort avec un « T » pour Charbonnières-les-Vieilles, et Bord avec un « D » pour Saint-Angel.

## Lieux et monuments
À découvrir et visiter dans les environs proches :
- Le Gour de Tazenat
- Le Moulin des Desniers
- Le Méandre de Queuille
- Le Chemin Fais'Art
- Vulcania
- Le Volcan de Lemptégy
- Le Manoir de Veygoux
- Le plan d'eau des Fades